# Екло (окръг)
Екло (на нидерландски: Eeklo) е окръг в Северна Белгия, провинция Източна Фландрия. Площта му е 334 km², а населението – 84 591 души (по приблизителна оценка от януари 2018 г.). Административен център е град Екло.